# Ławeczka Juliana Rydzkowskiego w Chojnicach
Ławeczka Juliana Rydzkowskiego w Chojnicach znajduje się na terenie Parku Tysiąclecia. Została odsłonięta 4 czerwca 2012. Jej autorem jest rzeźbiarz z Wierzbic (gm. Kobierzyce koło Wrocławia) Jerzy Bokrzycki (ur. 1963).
Zamiast odlanej z brązu ławeczki, typowej dla tego rodzaju pomników, rzeźbiarz posadził postać Juliana Rydzkowskiego na siedzisku utworzonym z dwóch granitowych głazów narzutowych. 
Julian Rydzkowski (1891–1978) był twórcą i pierwszym kierownikiem Muzeum Historyczno-Etnograficznego w Chojnicach założonego w roku 1932, noszącego obecnie imię jego twórcy.